# نهر نيغرو (الأوروغواي)
نهر نيغرو (Río Negro ؛ تلفظ بالإسبانية: ‎/ˈri.o ˈneɣɾo/‏ ؛ أي النهر الأسود) وهو النهر ذو أهمية في الأوروغواي. ينبع من المرتفعات الجنوبية للبرازيل، إلى الشرق مباشرة من باخي، ويتدفق غربًا ويمتد عرض الأوروغواي إلى أن يصل نهر الأوروغواي. مسار نهر نيغرو عبر الأوروغواي يقسم فعليا جنوب البلاد من الشمال. روافد نهر نيغرو الرئيسية هي نهر يي ونهر تاكواريمبو.
يتم سد النهر بالقرب من باسو دي لوس توروس، مما يؤدي إلى إنشاء خزان مائي رينكون ديل بونيت، والذي يسمى أيضًا خزان غابريل تييرا أو خزان ريو نيغرو. تبلغ مساحتها حوالي 420 ميل مربع (1,100 كـم2)، وهو أكبر خزان في الأوروغواي وقدرة مركبة تبلغ 160 ميجاوات.
يوجد أسفل السد من الخزان، سدان آخران، سد بايجورريا وسد كونستيتسيون في بالمار،  اللذين يولدان طاقة كهرومائية لأوروغواي بقدرة 108 ميجاوات و 333 ميجاوات على التوالي. 
تبلغ مساحة حوض تصريف ريو نيغرو حوالي 69,700 كيلومتر مربع (26,900 ميل2).
هناك دلتا عند التقاء نهر الأوروغواي مع اثنين من الأفواه الرئيسية. خور جاكوار- الذي يحده جزر فيزكاينو ولوبوس- هو المدخل الملاحي لنهر نيغرو، وقد يغير اتجاه تدفق المياه عندما يكون نهر أوروغواي مرتفعًا بينما الفم الجنوبي (بالإسبانية: Boca Falsa) واسع جدًا ولكنه ضحل.

## روابط خارجية
- Rio Negro في GEOnet